# Río Sélune
El río Sélune es un breve curso de agua que fluye por el departamento francés de la Mancha, en la región de Baja Normandía. El río tiene su nacimiento en el municipio de Saint-Cyr-du-Bailleul, en el cantón de Barenton. Después de recorrer 91 km, desemboca en la bahía del Monte Saint-Michel alimentando el conocido estuario.
A principios del siglo XI constituía la frontera entre el ducado de Bretaña y el ducado de Normandía, función asumida después por el río Couesnon.
El río es rico en salmones, truchas ( de mar y de río ), lucios, tencas, rutilos, luciopercas, percas y carpas.

## Hidrología
Junto con los ríos Sée y Couesnon, el Sélune participa en el funcionamiento hidráulico especialmente complejo de la bahía del Monte Saint-Michel, donde las fuertes mareas traen grandes cantidades de sedimentos que, sin embargo, son arrastrados mar adentro por las corrientes combinadas de los tres ríos.

### Afluentes
- Oir en Ducey
- Beuvron en Saint-Aubin-de-Terregatte
- Airon en Saint-Hilaire-du-Harcouët
- Cance en Notre-Dame-du-Touchet

### Represas
En la primera mitad del siglo XX se construyeron allí dos represas para alimentar las centrales hidroeléctricas de la presa de Roche-qui-Boit y la de Vezins.

#### Presa de Vezins

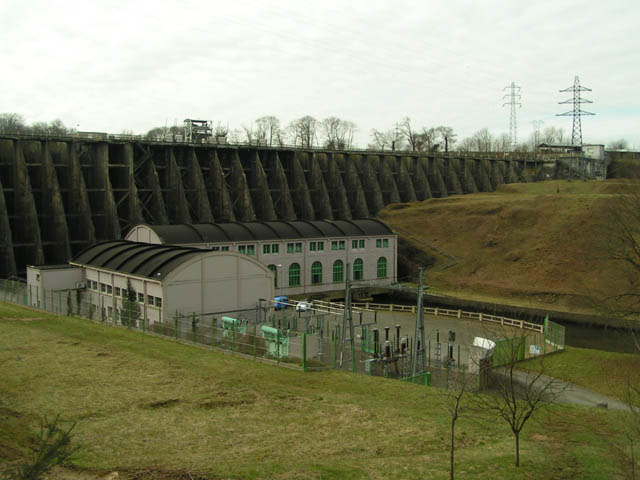
Presa de Vezins

La presa de Vezins fue construida con múltiples contrafuertes de hormigón armado entre 1929 y 1932 por la "Sociétè des force motrices de la Sélune", diseñada por los ingenieros Louis Pelnard-Considère y Albert Caquot. Tiene 36 m de alto y 276 m de largo.
Tras la construcción de la presa se creó un lago artificial de 19 km de largo cubriendo una superficie de 200 hectáreas. En el lago se practica pesca y paseos en bote.
Durante la Segunda Guerra Mundial, la central alimentó el arsenal de Cherburgo y la construcción de las fortificaciones del Muro atlántico por parte de las fuerzas de ocupación nazis, retrasada por un sabotaje que destruyó dos de los transformadores de la central.

#### Presa de Roche-qui-Boit
Se encuentra aguas abajo de la presa de Vezins y constituye una estructura de compensación de la misma. La construcción fue autorizada en 1914 y las obras se realizaron entre 1916 y 1919. La presa tiene 129 m de largo y 16 m de alto.
Contribuye a la producción de energía hidroeléctrica de aproximadamente 4 millones de kWh cada año. Su alcance de emisario es de al menos 2 m³/s. Esta presa también dio lugar a un lago artificial de 5 km de largo y cubre una superficie de 40 hectáreas con 4 millones m³ de agua.